# Byron Houston
Pour les articles homonymes, voir Houston (homonymie).
Byron Houston, né le 22 novembre 1969 à Watonga en Oklahoma, est un joueur américain de basket-ball. Il évolue au poste d'ailier fort.